# Mark Compton
Mark Raymond Compton, né le 25 juin 1961 à Sydney en Nouvelle-Galles du Sud, est un administrateur de soins de santé australien et depuis 2019 le lord-prieur du très vénérable ordre de Saint-Jean.
Nommé en 2012 professeur vacataire à l'université Macquarie, depuis 2015 Compton est ensuite président et administrateur de société Sonic Healthcare Limited.
Chancelier de l'ordre de Saint-Jean en Australie depuis 2013, la reine Élisabeth II l'a nommé lord-prieur de l'ordre de Saint-Jean en 2019, succédant à Sir Malcolm Ross.

## Distinctions honorifiques
- - AM (2010)
- - GCStJ (2017)